# Palpimanus tuberculatus
Palpimanus tuberculatus är en spindelart som beskrevs av Lawrence 1952. Palpimanus tuberculatus ingår i släktet Palpimanus och familjen Palpimanidae. Inga underarter finns listade i Catalogue of Life.